# Station Nishinomiyanajio
Station Nishinomiyanajio (西宮名塩駅, Nishinomiyanajio-eki) is een spoorwegstation in de Japanse stad Nishinomiya in de prefectuur Hyōgo. Het wordt aangedaan door de Fukuchiyama-lijn. Het station heeft twee sporen, gelegen aan twee zijperrons.

## Treindienst

### JR West
| 1  | ■ Fukuchiyama-lijn | richting Sanda en Sasayamaguchi            |
| ２ | ■ Fukuchiyama-lijn | richting Takarazuka, Osaka en Kita-Shinchi |

## Geschiedenis
Het station werd in 1986 geopend. 

## Stationsomgeving
Het station ligt direct aan de Muko-rivier en bevindt zich vlak na de tunnel tussen Namaze en Nishinomiyanajio. Vanaf de naastgelegen heuvel is er een lift richting het station.
- Nishinomyanajio New Town (nieuwbouwwijk)
- Bibliotheek van Nishinomiya
- Hankyu Oasis (supermarkt)
- Yomiuri Country Club (golfclub)
- Mukogawa-rivier
- Autoweg 176
- 7-Eleven

(JR Kioto-lijn<<) ·  Ōsaka ·  Tsukamoto ·  Amagasaki ·  Tsukaguchi ·  Inadera ·  Itami ·  Kita-Itami ·  Kawanishi-Ikeda ·  Nakayamadera ·  Takarazuka ·  Namaze ·  Nishinomiyanajio ·  Takedao ·  Dōjō ·  Sanda ·  Shin-Sanda ·  Hirono ·  Aino ·  Aimoto ·  Kusano ·  Furuichi ·  Minami-Yashiro ·  Sasayamaguchi ·  Tamba-Oyama ·  Shimotaki ·  Tanikawa ·  Kaibara ·  Isō ·  Kuroi ·  Ichijima ·  Tamba-Takeda ·  Fukuchiyama · (>>Sanin-lijn)